# Kosmos 259
Kosmos 259 – radziecki satelita naukowo-badawczy do badań astronomicznych i jonosferycznych (badania propagacji fal VLF). Ostatni z serii 3 satelitów typu DS-U2-I.